# 크리스티안 알브레크트 블루메
크리스티안 알브레크트 블루메(덴마크어: Christian Albrecht Bluhme, 1794년 12월 27일~1866년 11월 6일)는 덴마크의 정치인이다. 덴마크 통상부 장관 (1848년 3월 22일~1848년 11월 15일), 덴마크 외무부 장관 (1851년 10월 18일~1854년 12월 12일)을 역임했으며, 2차례(1852년 1월 27일~1853년 4월 21일, 1864년 7월 11일~1865년 11월 6일)에 걸쳐 덴마크의 총리를 역임했다.